# Vi bli'r i familien
Vi bli'r i familien (originaltitel: Party of Five) er en amerikansk dramaserie, som blev sendt fra 12. september 1994 indtil 3. maj 2000. Serien blev sendt på Fox og i Danmark på TV2.
Serien handler om fem søskende der forsøger at holde familien samlet efter at deres forældre, på tragisk vis, er blevet slået ihjel af en spritbilist. Serien foregår i San Francisco, USA.

## Medvirkende
Matthew Fox kendt fra tv-serien Lost
Jennifer Love Hewitt kendt fra film som The Tuxedo
Lacey Chabert kendt fra fx Mean Girls og Ghosts of Girlfriends Past